# 青木剛 (水泳)
青木 剛（あおき つよし、1947年1月3日 - ）は、日本の水泳指導者。2020年東京オリンピック・パラリンピック組織委員会理事。

## 人物
- 大分県佐伯市出身。佐伯市立大入島中学校、大分県立佐伯鶴城高等学校、早稲田大学卒業[2]。
- シドニーオリンピック水泳代表監督として4個のメダルを獲得、アテネオリンピックでも同じく水泳代表監督として8個のメダルを獲得し、「競泳王国ニッポン」の復活の立役者となった。
- 2019年現在は、日本水泳連盟会長である[3]。
- 2010年秋の褒章で藍綬褒章[4]、2023年の秋の叙勲で旭日中綬章を受章した[5][6]。

## 国際大会歴
- ソウルオリンピック（水泳ヘッドコーチ）
- バルセロナオリンピック（競泳監督）
- アトランタオリンピック（本部役員）
- シドニーオリンピック（水泳代表監督）
- アテネオリンピック（水泳代表監督）

## 著書
- 『オリンピックのスーパースイムでうまくなる!めざせ!スーパースター』ポプラ社、2005年2月。ISBN 978-4-591-08408-3。